# NGC 2300
NGC 2300 je galaksija u zviježđu Kefeju.

## Vanjske poveznice
- SEDS: NGC 2300